# Biblioteka Uniwersytetu Medycznego we Wrocławiu
Biblioteka Uniwersytetu Medycznego we Wrocławiu (wcześniej Biblioteka Akademii Medycznej) – biblioteka akademicka Uniwersytetu Medycznego im. Piastów Śląskich we Wrocławiu, założona w 1946 roku, dysponująca księgozbiorem z zakresu medycyny i farmacji.

## Historia
Książnica została założona w 1946 roku. W 1968 roku oprócz biblioteki głównej istniało 35 bibliotek wydziałowych, katedralnych i studiów. Gmach główny znajdował się w latach 60. XX przy ul Rosenbergów 1/3 (dzisiejsza ulica Parkowa). Biblioteka współredagowała czasopismo „Zeszyty Naukowe Akademii Medycznej we Wrocławiu”. W latach 1950–1965 wydano 26 zeszytów „Biuletynu Biblioteki Akademii Medycznej”.
Współcześnie siedziba biblioteki głównej znajduje się przy ul. Marcinkowskiego 2-6 we Wrocławiu, w Centrum Naukowej Informacji Medycznej (CNIM), otwartym w październiku 2015 roku. Jedyna filia biblioteki znajduje się przy ul. Borowskiej 211 we Wrocławiu, jest to Filia nr 1 – Biblioteka Wydziału Farmaceutycznego. Dyrektorką biblioteki głównej jest Dominika Sidorska.

## Zbiory
Biblioteka posiada przede wszystkim zbiory z zakresu medycyny i farmacji, głównie książki (96 361 woluminów w 1968 roku), czasopisma, a także zbiory specjalne, w tym starodruki.